# Joe Sample
Joseph Leslie Sample, noto come Joe Sample (Houston, 1º febbraio 1939 – Houston, 12 settembre 2014), è stato un pianista e compositore statunitense.
Nel 1961 è stato cofondatore del gruppo The Jazz Crusaders, che dal 1971 mutarono il nome in The Crusaders. Fra i successi ottenuti dalla band va ricordato fra gli altri, l'album "Street Life", con l'omonimo singolo, registrato nel 1979 con la cantante Randy Crawford, Sample ebbe poi modo di affermarsi anche a livello solistico e come leader, con l'incisione di numerosi album, molte collaborazioni prestigiose e con concerti in tutto il mondo. 
Un campionamento del suo brano In all my wildest dreams venne usato nel pezzo di 2Pac Dear Mama.

## Discografia
Album in studio
- 1969 - Fancy Dance
- 1975 - The Three (con Ray Brown e Shelly Manne)
- 1978 - Rainbow Seeker
- 1979 - Carmel
- 1980 - Voices in the Rain
- 1981 - Swing Street Cafe (con David T. Walker)
- 1982 - The Hunter
- 1983 - Roles
- 1985 - Oasis
- 1989 - Spellbound
- 1990 - Ashes to Ashes
- 1993 - Invitation
- 1994 - Did You Feel That?
- 1996 - Old Places Old Faces
- 1997 - Sample This
- 1999 - The Song Lives On (con Lalah Hathaway)
- 2002 - The Pecan Tree
- 2004 - Soul Shadows
- 2006 - Creole Love Call (con Nils Landgren)
- 2007 - Feeling Good (con Randy Crawford)
- 2008 - No Regrets (con Randy Crawford)
- 2012 - Live (con Steve Gadd e Nicolas Sample)